# Magnus Colossus
Magnus Colossus és una muntanya russa de fusta situada a l'àrea de Roma del parc temàtic Terra Mítica en Benidorm fou dissenyada per Ing.-Büro Stengel i construïda per Roller Coaster Corporation of America (RCCA). Esta atracció és la més significativa del parc, per la seua mida i la seua privilegiada ubicació. Està construïda en la part més alta del parc en una pedrera calcària a 180 m sobre el nivell de la mar i ocupa un terreny de 21.000 metres², sent la muntanya russa de fusta que més ocupa de tot Europa. Actualment es troba fora de servei indefinidament.

## Tematització
Esta muntanya russa de fusta es troba dins de l'àrea de Roma però més concretament en la part "Fort Romà", en este lloc podem trobar també una zona infantil i una fira. Mentre accedim a l'atracció podem vore catapultes, tendes militars i armes de l'època. La coaster la trobem adherida a una pedrera i dins d'una fortificació o limes amb estaques de fusta. Estos forts eren construïts quan els romans del segle I i II conquistaven un territori, llavors per obtenir protecció contra possibles atacs dels seus enemics construïen estes fortificacions de fusta, ja que este material era el que els permetia aixecar més ràpid les estructures de defensa. Més tard estos forts de fusta eren reemplaçats per altres construïts amb materials més sòlids com la pedra o maons.
La muntanya russa simbolitza una calçada romana aèria per on corrien les quadrigues de caballs.

## Construcció
La construcció de "Magnus Colossus" fou contractada a principis d'abril del 1998. El disseny d'esta fou realitzat per Ing.-Büro Stengel, una companyia alemanya veterana en el món de les muntanyes russes, el 2007 va crear la seua coaster número 500 Maverick en Cedar Point a Ohio. La fabricació va ser càrrec de RCCA (Roller Coaster Company of America) empresa que ha construït entre altres muntanyes: Coaster Express en el Parque Warner Madrid i Son of Beast en King Island, la primera woodie amb un looping (tancada el 2009). La part mecànica i motriu: sistema de frenat, sistema d'ascensió i trens, entre altres coses, li va correspondre a l'empresa suïssa Intamin AG, l'any 2007 va participar altra vegada al parc construint Inferno.
La contractació va ascendir a 1.100 milions de pessetes –6.611.133 €–. Segons comentaren en el seu dia els promotors, per una modificació del projecte inicial es va poder abaratir 200 milions de pessetes respecte al pressupost inicial.
Tota l'estructura està sostinguda sobre 1.400 suports a una profunditat de 6 m excavats en la pedrera i s'utilitzaren 1.200 m cúbics de fusta, de dos tipus de diferents arbres d'Oregon (EUA) per aixecar-la.

## Característiques
La major característica de "Magnus Colossus" és la seua ubicació, assentada sobre tres escalons de l'antiga pedrera de la Serra Cortina a Benidorm. Va obtindre durant un temps el títol de la muntanya russa de fusta més ràpida (actualment Wodan Timbur Coaster, Europa Park a Alemanya) i amb la caiguda més alta d'Europa (actualment Colossos, Heide Park a Alemanya), a més fou la primera del món a dur frens magnètics i el seu sistema de seguretat és hidràulic. Té una doble caiguda (double drop), un element no molt comú i que crea un espectacular air-time als passatgers, és a dir, produeix durant un temps sensació d'ingravidesa. Provoca emocions fortes i en la seua caiguda de 35 m s'experimenta una força d'acceleració de 2G aconseguint els quasi 100 km/h. Té restricció d'alçada d'1,40 m, hi ha una xicoteta rèplica per als més petits a l'àrea de "Grecia" anomenada "Alucinakis". Tampoc està recomanada per a persones que patixen problemes cardíacs, hipertensió, problemes d'esquena i dones embarassades.

## Records
- És la wooden coaster més rápida d'Espanya i la tercera d'Europa.[8]
- Té la tercera caiguda més alta d'Europa i la segona d'Espanya (per menys d'1 m)[9]
- Fou la primera muntanya russa de fusta en tenir frens magnètics i de las poques que té una doble caiguda.[10]
- És l'única muntanya russa del món construïda en una pedrera.[10]
- És la muntanya russa de fusta que més ocupa d'Europa, 21.000 m²

## Fitxa

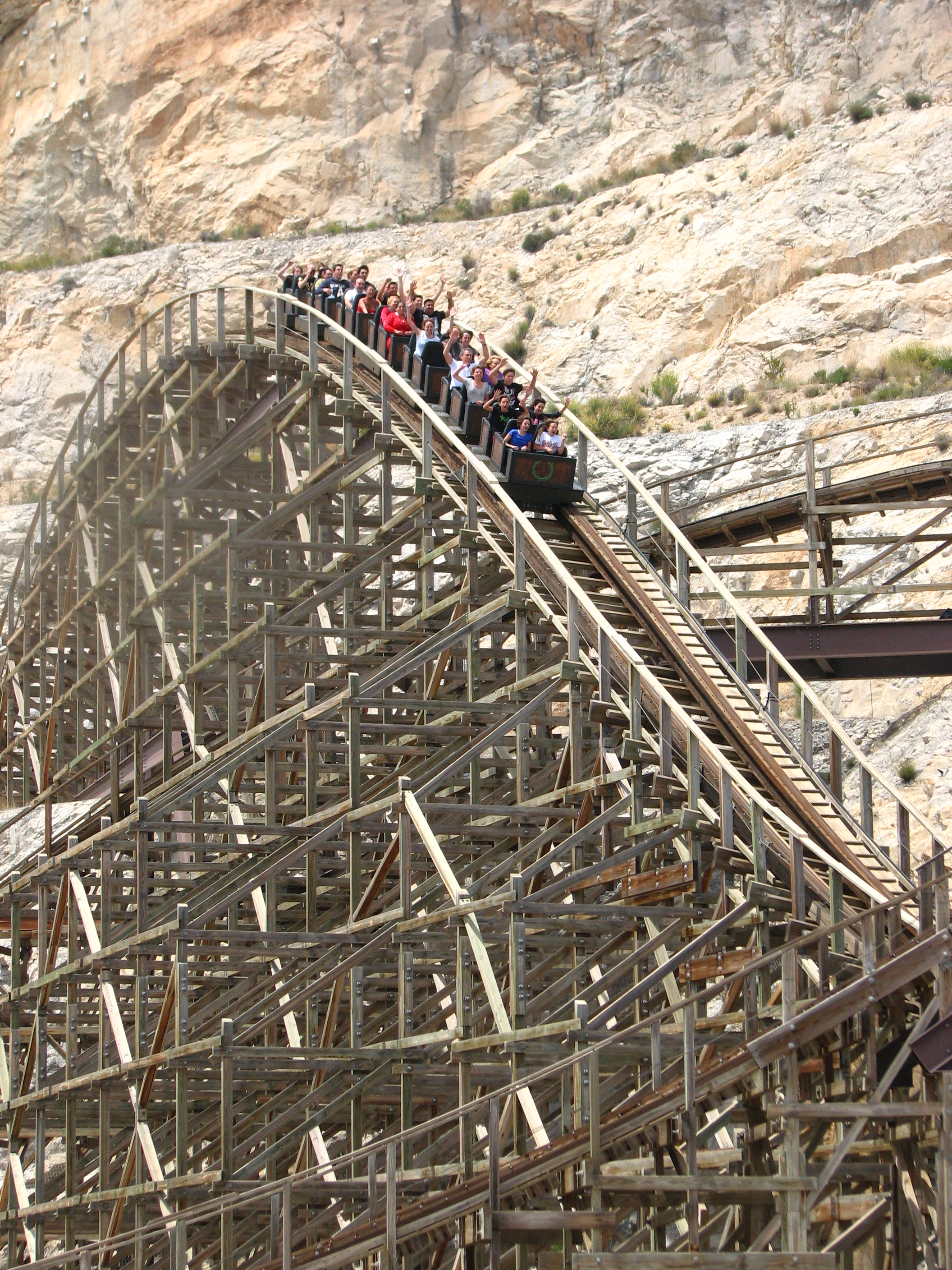
Una de les baixades de "Magnus Colossus".

| Data de la inauguració  | 27 de juliol de 2000                                 |
| Àrea del Parc           | Roma                                                 |
| Tipus                   | Muntanya russa de fusta                              |
| Fabricant               | Roller Coaster Corporation of America                |
| Dissenyador             | Ing.-Büro Stengel GmbH                               |
| Tematització            | Fortificació romana                                  |
| Estat actual            | Cerrada per alt cost de manteniment en 2015          |
| Alçaria                 | 36 m                                                 |
| Longitud del recorregut | 1.149,7 metros                                       |
| Duració del recorregut  | 3 minuts(amb lift)                                   |
| Velocitat màxima        | 92 km/h                                              |
| Capacitat per tren      | 8 passatgers                                         |
| Volum de passatgers     | 1280 pas/h                                           |
| Foto/Video On Ride      | Sí/Sí                                                |
| Alçaria Mín. y Màx.     | 1,40 m / No                                          |
| Tipus Frenada           | Frens Magnètics LSM                                  |
| Sistema de pujada       | Cadena                                               |
| Cost                    | 6.611.133 euros (aprox.)                             |
| Geolocalizació          | 38° 33′ 40″ N, 0° 09′ 50″ O / 38.561204°N,0.163931°O |

## Galeria de fotos

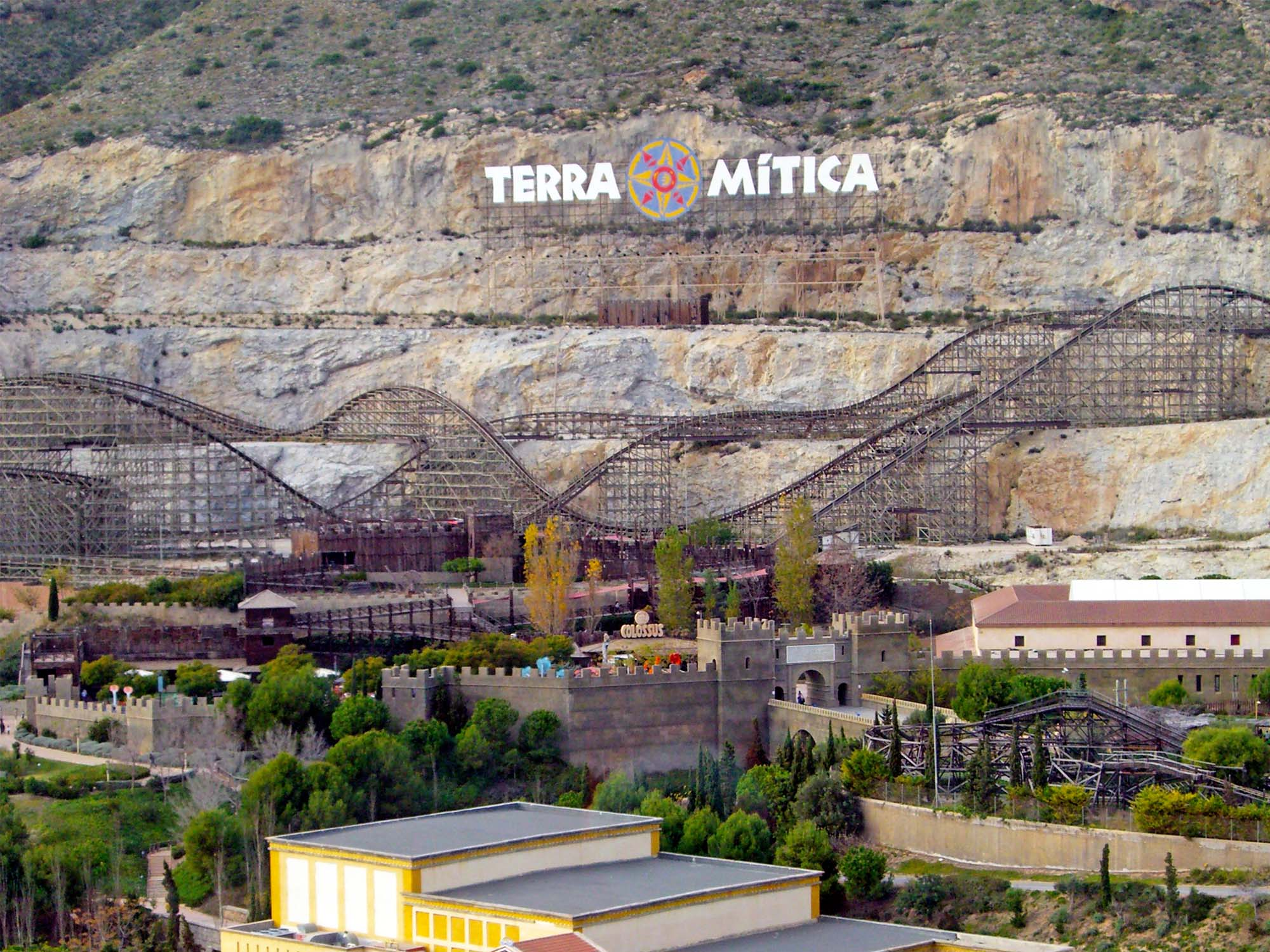
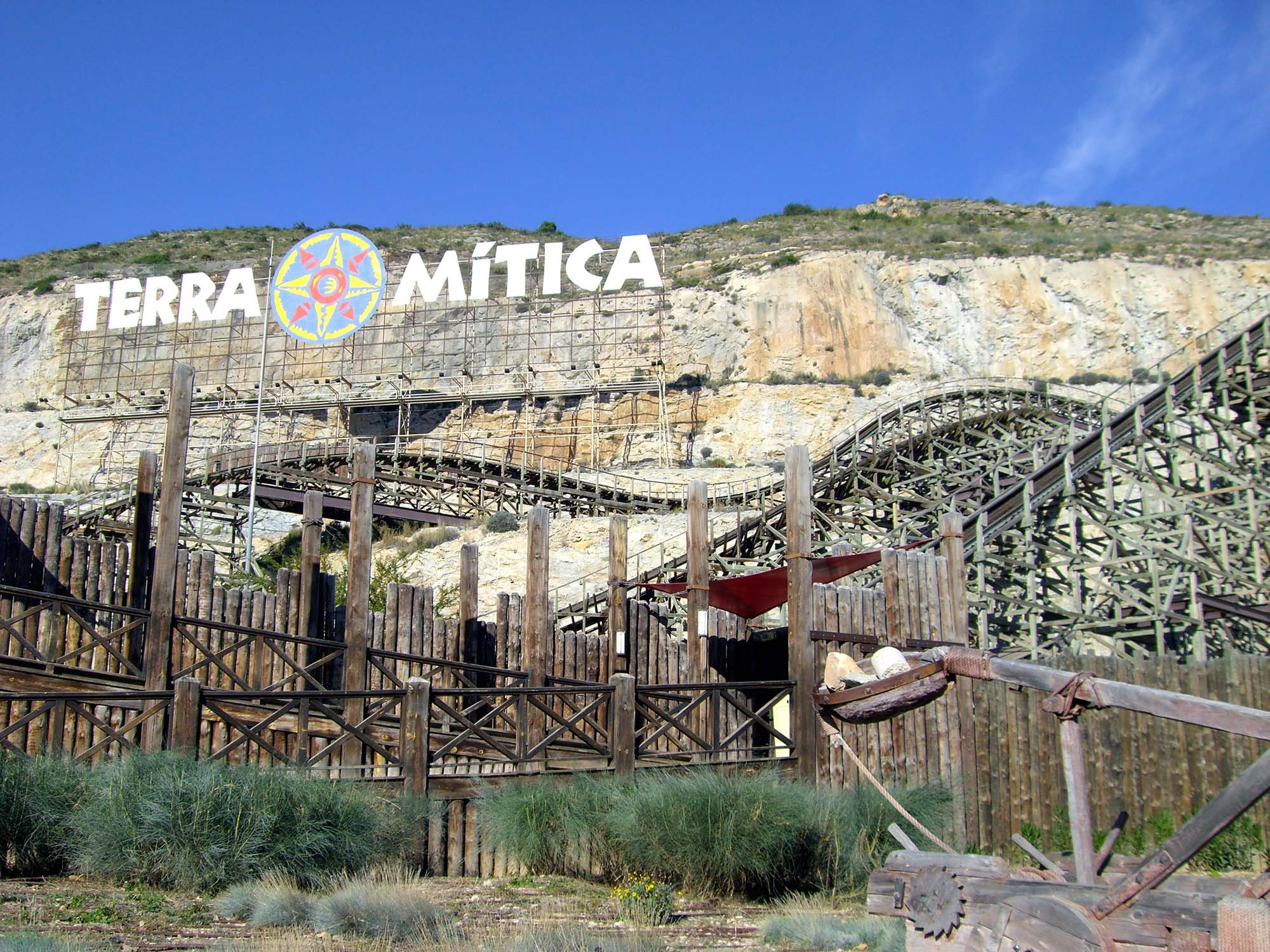
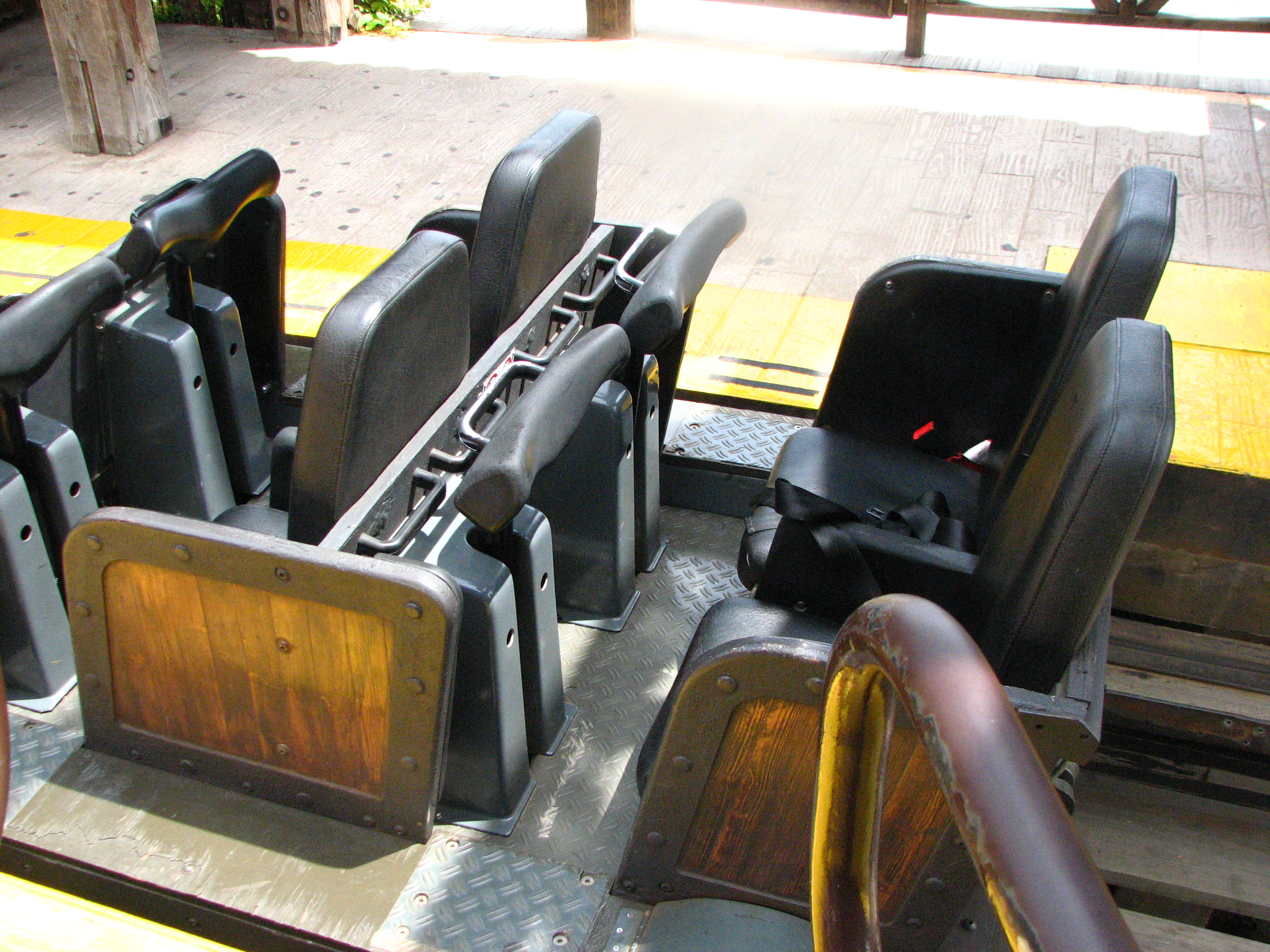
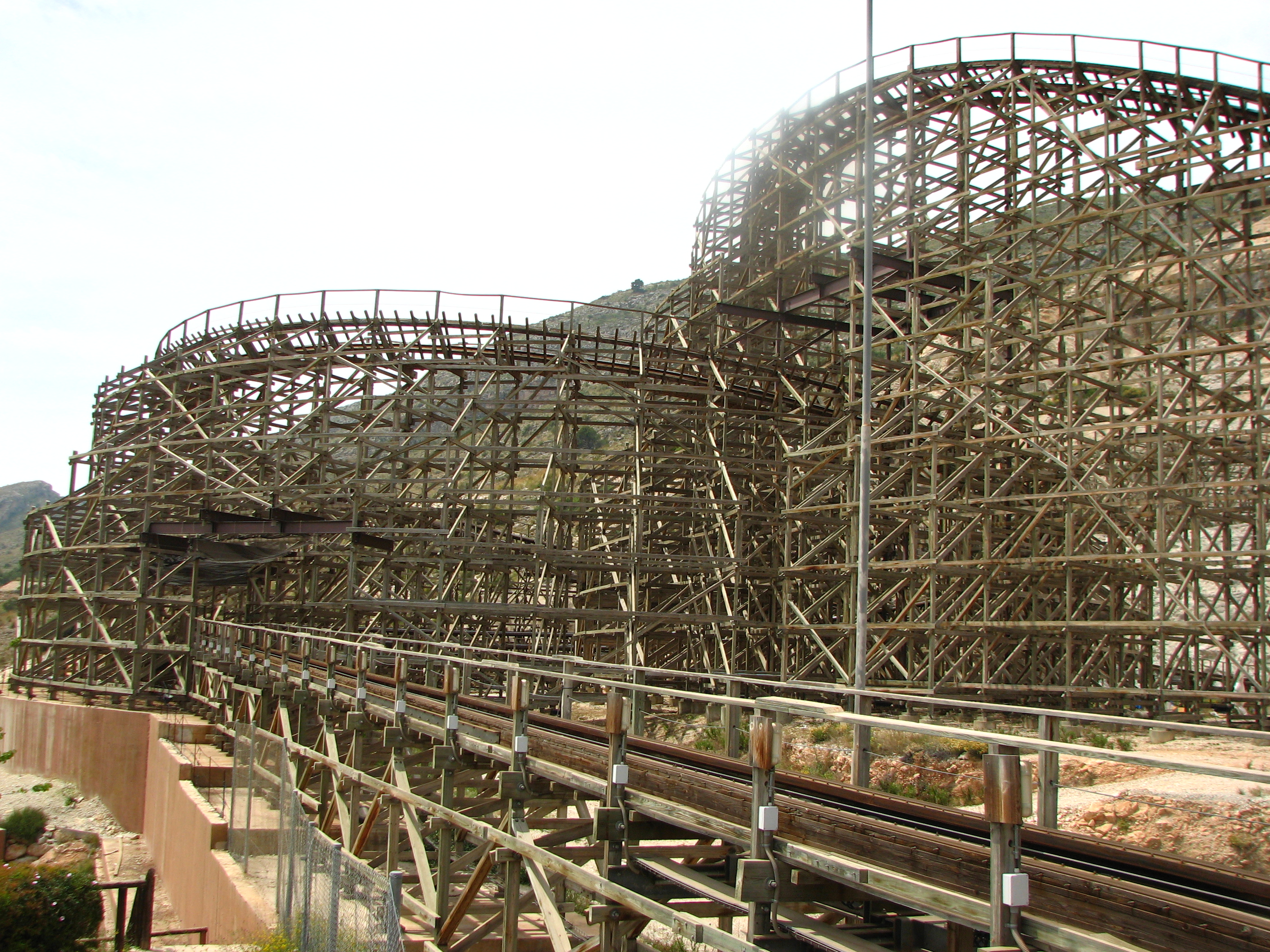

- "Magnus Colossus" vista des de "Infinnito"
- Tematització de la fortalesa romana.
- Trens de "Magnus Colossus"
- Estructura de la coaster.